# ニュースズームアップ
ニュースズームアップは、TBSラジオの『森本毅郎・スタンバイ!』内で月曜 - 金曜7:00 - 7:25に放送されているヘッドラインニュース・解説番組である。
1985年4月に『鈴木くんのこんがりトースト』が始まるまでは、1968年に始まった『サラリーマンニュースショー 朝のファンファーレ』という独立番組だった。長年日産自動車と日産グループ（日産グループ各社・日産東京販売会社グループ）が提供し、これは番組名が『ニュースズームアップ』に変更された1999年まで続いた。
土曜日は少なくとも『土曜日です おはよう大沢悠里です（1972年4月15日 - 1979年3月31日）』から、『山田二郎の土曜だワッショイ!（1979年4月7日 - 1988年4月9日）』、『土曜ニュースプラザ→中村尚登 ニュースプラザ（1988年4月16日 - 2008年9月27日）』の時代にはフロート番組として放送していた。

## 概要
単独番組「朝のファンファーレ」の時代は、「ニュースパーソナリティ」が番組の全体の進行と解説（コメンテーター）を兼業し、ニュースの原稿読みについては当日の朝番（あるいは前夜からの宿直番）のアナウンサーが読み上げていた。
番組は当初7時40分までだったが、1981年10月からは8時までに拡大し、この時からコンプレックス形式の3部構成に移行した。
コンプレックスになってからは、「朝のファンファーレ」本編25分と中盤の15分間は山本文郎が担当していた「一口ゼミナール」、7時40分以降は日産自動車以外のスポンサーが協賛するコーナーで、桝井論平が担当していた「アクションタイム」（1981年10月 - 1984年10月）→中村欣資（なかむら よしすけ、元JNNバンコク支局長）が担当していた「おはようデスク」（1984年10月 - 1985年3月）が放送され、実質的に分割されるような体になっていた。
当時の「朝のファンファーレ」パートのテーマ曲には、フランク・チャックスフィールド（Frank Chacksfield）の『Waltzing Bugle Boy』が使われていた。フロート番組化されてからは、「ニュースパーソナリティ」はコメンテーターに専念し、ニュースの原稿読みはメインパーソナリティかアシスタントのアナウンサーが読み上げるようになっており、現在の『森本毅郎・スタンバイ!』ではアシスタントの遠藤泰子がニュースを読み上げ、曜日コメンテーターがニュース解説をする。
2012年3月まではほぼ平日『森本毅郎・スタンバイ!』のOPでこのコーナーで取り上げるニュースに対してリスナーからあれこれボイスという形で意見を募集し、コーナー内で森本毅郎から5人程度の意見を発表され、抽選で番組QUOカードが当たる企画を行っていた。基本は関東地方のリスナーの意見が主に紹介されており、時によって近県の山梨県、長野県、新潟県などのリスナーからの意見も紹介された。現在は2か月（偶数月）に一度TBSラジオスペシャルウィークの週はあれこれボイスを復活させており、その他の日は不定期で行うようになった。
途中に交通情報と天気予報を内包している。なお、コメンテーターは『スタンバイ!』の1コーナー「タケローニューススクランブル」（7:40ごろ）及び「スタンバイトークファイル」（8時20分頃）にも出演する。
タイトルコールは2022年4月22日まで宮内鎮雄、4月25日からは小笠原亘（TBSアナウンサー）による。
オープニング部分・ニュースヘッドライン部分のBGMは2022年4月22日までDavid Hewsonの楽曲「Market leader」を番組用に一部編集したものを使用していた。（1998年発売のBeatspeakに収録。）
なお年末年始は森本・遠藤とも正月休みを取るため通常の「ニュースズームアップ」とはせず、森本と全出演者が勢ぞろいした討論会「ズームアップコメンテーター座談会」（事前収録）を開催する。因みに2015年 - 2016年の時は森本自身、腰の手術で不在だった為、森本不在で全出演者のみだったこともあった。

## 朝のファンファーレ時代の構成
（1984年頃）
ここから一部を除き7:40まで日産自動車・日産グループ一社提供
- ニュースレーダー
- 通勤・レジャー情報（提供：月桂冠）
- ニュースレーダー・コラム
- 7:25 一口ゼミナール（山本文郎）
- 交通情報、気象現況

ここから日産自動車以外のスポンサー提供
- 7:40 アクションタイム（桝井論平）
  - 見出しのヒーロー（提供：週刊住宅情報）

主にスポーツニュースを、スポーツ紙の記事を基に桝井が講談調で伝えたもの
おはようデスクになってからは、スポンサーはそのままで、「今朝の現場」に改題され、一般紙の記事からもカバーするようになる
  - 今朝の特集（提供：イトーヨーカドー、デニーズ）
  - 子供の心（提供：資生堂）
  - 気象現況（日本気象協会から）（提供：キユーピーマヨネーズ）

## コメンテーター
- 月曜日：山田恵資（時事通信社解説委員。2015年10月5日 - ） ※それまでは不定期出演。かつて『話題のアンテナ 日本全国8時です』の火曜日ゲスト（2013年4月2日 - 2014年7月1日）→月曜日ゲスト（2014年7月7日 - 2015年9月29日）に出演していた。
- 火曜日：酒井綱一郎（ジャーナリスト、日経BP取締役。番組内では肩書きは紹介されない。2001年4月10日 - ） ※かつては木曜日を担当していた（2000年10月5日 - 2001年4月5日）。なお2019年12月27日放送では金曜コメンテーターの伊藤洋一と曜日交換にて担当した。
- 水曜日：伊藤芳明（毎日新聞特別論説顧問。木曜日担当：2001年4月12日 - 2003年5月1日、2003年7月3日 - 2004年6月10日、2020年4月1日 - ）※降板後『話題のアンテナ 日本全国8時です』に2017年4月4日 - 2020年3月24日まで出演。2020年4月1日からは16年ぶりに水曜日担当として復帰する。2021年6月23日放送分は伊藤自身お休みだった為、月曜コメンテーター、山田恵資が代理出演し、6月30日放送分は金曜コメンテーター、伊藤洋一が出演された。
- 木曜日：渋谷和宏（作家・経済ジャーナリスト、元日経ビジネスアソシエ編集長。2021年1月7日 - ）※2004年6月から不定期出演を経て、月曜日（2006年11月13日 - 2015年9月28日）→水曜日（2015年10月7日 - 2020年3月25日）。なお伊藤芳明が2020年8月12日から2週連続夏休みの為、卒業後久々に出演した。これまで「森本毅郎・スタンバイ!」では森本が不在の際に随時番組MCも経験していた。
- 金曜日：伊藤洋一（金融アナリスト・経済ジャーナリスト。1998年10月2日 - ）※なお2019年12月24日放送では火曜コメンテーターの酒井綱一郎と曜日交換にて担当した。
  - いずれも2020年3月30日以後は後続の「話題のアンテナ 日本全国8時です」[2]にも出演している。

### その他
- 小倉孝保（ジャーナリスト・毎日新聞編集局次長）※曜日コメンテーターがお休みの際に不定期に出演。2019年8月23日放送分は伊藤洋一が夏休みの為、代理出演した。

### 過去のコメンテーター

#### 1999年以降に降板
- 岩見隆夫：木曜日担当（1990年4月 - 1991年10月10日）→火曜日担当（1991年10月15日 - 1995年9月26日）→木曜日担当（1995年10月12日 - 2000年9月28日）
- 朝比奈豊：月曜日担当（1997年4月7日 - 1999年9月27日）→火曜日担当（1999年10月5日 - 2001年3月26日）
- 水木楊：月曜日担当（1994年4月6日 - 1995年3月27日）→土曜日担当
- 小林収（日経MJ部長）：月曜日担当（1999年10月4日 - 2001年3月25日）
- 中井良則（毎日新聞編集局次長）：木曜日担当（2004年6月17日 - 8月5日）※当時木曜日担当だった伊藤芳明の代理で出演。
- 岸井成格（毎日新聞特別編集委員）：月曜日担当（2001年4月2日 - 2006年1月3日）※2005年末 - 2006年初頭の「ズームアップコメンテーター座談会」で卒業した。
- 渡部恒雄（三井物産戦略研究所 国際情報部経済・産業分析室 主任研究員）：月曜日担当（2006年2月6日 - 11月6日)
- 五阿弥宏安（読売新聞 編集委員・論説委員）：土曜日担当
- 丸山伸一（同上）：土曜日担当
- 鈴木穣（東京新聞 特報部デスク）：土曜日担当
- 嶌信彦（ジャーナリスト）：火曜日（1990年4月 - 1991年10月8日）→木曜日（1991年10月17日 - 1995年9月28日）→火曜日（1995年10月10日 - 1999年9月28日）→水曜日（1999年10月6日 - 2015年9月29日）担当。 ※その後『話題のアンテナ 日本全国8時です』の火曜日に2015年10月6日 - 2017年3月28日まで出演していた。2017年3月28日のみ火曜日コメンテーター酒井綱一郎と共に「ニュースズームアップ」→「話題のアンテナ 日本全国8時です(嶌のみ)」→「スタンバイトークファイル」に出演し、27年の出演に幕を閉じた。
- 山縣裕一郎（東洋経済新報社代表取締役会長。2003年5月28日 - 6月26日、2004年8月12日 - 2020年12月24日）※かつては土曜日にも出演経験しており、2001年から不定期出演も伊藤芳明が急遽降板し、繋ぎで中井良則が代理出演していた。2020年12月31日放送分の「コメンテーター座談会」が対談形式としてリモート出演したのが最後となり、正式に卒業した。

#### 1999年までに降板 ※「朝のファンファーレ」時代
- 石上大和
- 伊藤正孝：土曜日担当
- 浅井信雄：月曜日担当（1990年4月 - 1992年9月28日）
- 大蔵雄之助：水曜日担当（1990年4月 - 1994年4月1日）
- 鈴田敦之：金曜日担当（1990年4月 - 1998年9月25日）
- 佐藤健：月曜日担当（1990年4月 - 1996年3月25日）
- 江森陽弘：土曜日担当
- 黒岩徹：月曜日担当（1996年4月1日 - 9月30日)
- ジョージ・フィールズ：土曜日担当
- 永野健二：月曜日担当（1996年10月7日 - 1997年3月31日)
- 田畑光永：土曜日担当

#### 単独番組時代のニュースパーソナリティー
- 藤原弘達

毎回冒頭に「おはようサラリーマン諸君!!今日のニュースパーソナリティーは藤原弘達です」と挨拶していた
- 西崎哲郎
- 新井直之
- 秋元秀雄
- 平田真己
- 中尾光昭
- 加藤義憲
- 佐治俊彦
- 梶谷善久
- 本間義人
- 町田欣一
- 岡崎満義
- 栗本慎一郎
- 橋本明
- 福岡政行